# دریاچه لادوگا
دریاچه لادوگا (به روسی: Ла́дожское Óзеро, Ladozhskoye Ozero) یکی از دریاچه‌های آب شیرین اروپا است که در شمال غرب کشور روسیه، در جمهوری کارلیا و استان لنینگراد واقع است.
این دریاچه بزرگترین دریاچه اروپا و ۱۴-اُمین دریاچه بزرگ جهان از لحاظ مساحت است.
مساحت آن بدون احتساب جزیره‌های واقع در آن ۱۷٬۸۹۱ کیلومتر مربع و ژرفای گودترین نقطه آن ۲۳۰ مترست.
در لادوگا ۶۶۰ جزیره موجودست که جمعاً ۴۳۵ ک. م مساحت دارند.

## شهرهای ساخته شده در کنار دریاچه
- شلیسلبرگ
- نووایا لادوگا
- سیاستروی
- پیتکیارانتا
- سورتاولا
- لاخدنپوخیا
- پریوزرسک